# Avon Championships 1979
Avon Championships 1979 - одинадцятий Чемпіонат Туру WTA, щорічний тенісний турнір серед найкращих гравчинь у рамках Туру WTA 1979. Відбувся на закритих кортах з килимовим покриттям у Медісон-сквер-гарден у Нью-Йорку США і тривав з 21 до 25 березня 1979 року.
Перша сіяна Мартіна Навратілова здобула титул в одиночному розряді й отримала 100 тис. доларів США.

## Фінальна частина

### Одиночний розряд
Мартіна Навратілова —  Трейсі Остін, 6–3, 3–6, 6–2.

### Парний розряд
Франсуаза Дюрр /  Бетті Стов —  Сью Баркер /  Енн Кійомура, 7–6(7–1), 7–6(7–3).